# Ramón Alberto Aguirre Suárez
Ramón Alberto Aguirre Suárez (Colombres, Tucumán, Argentina; 18 de octubre de 1944-La Plata, Argentina; 29 de mayo de 2013) fue un futbolista argentino. Se desempeñaba en la posición de defensa, famoso por su recio estilo de marca. Integró el equipo multicampeón de Estudiantes de La Plata entre 1966 y 1971.

## Trayectoria

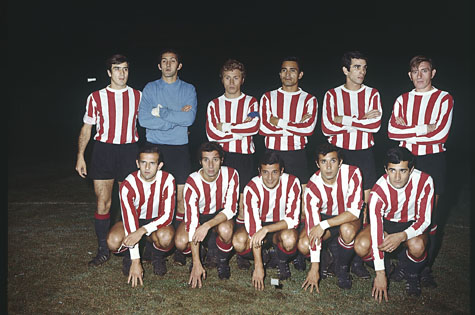
Estudiantes de La Plata 1968
Arriba: Pachamé, Poletti, Malbernat, Aguirre Suárez, Madero y Togneri.
Abajo: Rudzki, Bilardo, Conigliaro, Flores y Verón.

Aguirre Suárez llegó desde Tucumán para incorporarse a las divisiones inferiores de Estudiantes de La Plata, donde pasó a jugar en Primera División en 1966, club donde ganó el Torneo Metropolitano de 1967, las Copas Libertadores de América de 1968, 1969 y 1970 (contra Palmeiras, Nacional y Peñarol), la Copa Intercontinental 1968 (contra Manchester United) y la Copa Interamericana 1969 (contra Toluca).
Luego jugó en el Granada C. F. de España, entre 1971 y 1974. En U. D. Salamanca, durante las temporada 1974 y 1975, y finalmente se retiró en 1977 jugando cuatro partidos para el Club Atlético Lanús.
Continuó unos meses más su carrera en el ya extinto Club Benito Lucini de Pergamino en 1978.
En la década de 1990 regresó a Granada C. F. para ser director deportivo del club nazarí e incluso lo dirigió desde el banquillo en un par de ocasiones.

### La final de la Copa Intercontinental 1969
Estudiantes perdió el primer partido disputado en el estadio San Siro contra el A. C. Milan por 3 a 0, y en el partido de vuelta en La Bombonera, estadio del Club Atlético Boca Juniors, ganó por 2 a 1 (uno de los goles lo marcó Aguirre Suárez), lo cual no fue suficiente para retener la Copa. En el final del partido se generaron incidentes entre los jugadores, resultando herido Néstor Combin (jugador del Milan, francés de origen argentino) y la dictadura militar gobernante en Argentina en aquel momento (comandada por Juan Carlos Onganía) decidió enviar al penal de Devoto a tres jugadores de Estudiantes: al arquero Alberto Poletti (a quien además le aplicaron una suspensión de por vida, luego revocada), al marcador de punta Eduardo Luján Manera y al defensor Ramón Aguirre Suárez.
Tras la final de la Copa Libertadores 1971, donde Estudiantes de La Plata llegó a la final, emigró al Granada C. F.

## Clubes
| Club                    | País      | Año         |
| ----------------------- | --------- | ----------- |
| Estudiantes de La Plata | Argentina | 1966 - 1971 |
| Granada C.F.            | España    | 1971 - 1974 |
| U. D. Salamanca         | España    | 1974 - 1975 |
| Lanús                   | Argentina | 1976 - 1977 |

## Palmarés

### Campeonatos nacionales
| Título           | Club                    | País      | Año    |
| ---------------- | ----------------------- | --------- | ------ |
| Primera División | Estudiantes de La Plata | Argentina | M-1967 |

### Campeonatos internacionales
| Título                | Club                    | Sede       | Año  |
| --------------------- | ----------------------- | ---------- | ---- |
| Copa Libertadores     | Estudiantes de La Plata | Montevideo | 1968 |
| Copa Intercontinental | Estudiantes de La Plata | Mánchester | 1968 |
| Copa Interamericana   | Estudiantes de La Plata | Montevideo | 1969 |
| Copa Libertadores     | Estudiantes de La Plata | La Plata   | 1969 |
| Copa Libertadores     | Estudiantes de La Plata | Montevideo | 1970 |

## Muerte
El 29 de mayo de 2013 fue hallado sin vida en su domicilio.